# Verona Lufthavn
Verona Lufthavn (italiensk: Aeroporto di Verona-Villafranca) (IATA: VRN, ICAO: LIPX), er en international lufthavn ved byen Villafranca di Verona, 12 km sydvest for Verona i Italien. I 2012 ekspederede den 3.198.788 passagerer og 36.015 flybevægelser.

## Historie
Verona-Villafranca var under 2. verdenskrig udelukkende en militær lufthavn. I starten af 1960'erne begyndte man med civil passagertrafik, da en daglig forbindelse til Rom blev etableret, ligesom nogle få charterfly afgik mod nordeuropæiske destinationer.
På grund af voksende passagertal og VM i fodbold, udvidede man i 1990 terminalbygningen, parkeringsarealerne, ligesom lufthavnen blev forbundet til den nye ringvej ind til centrum af Verona.